# Бендер-э-Газ (шахрестан)

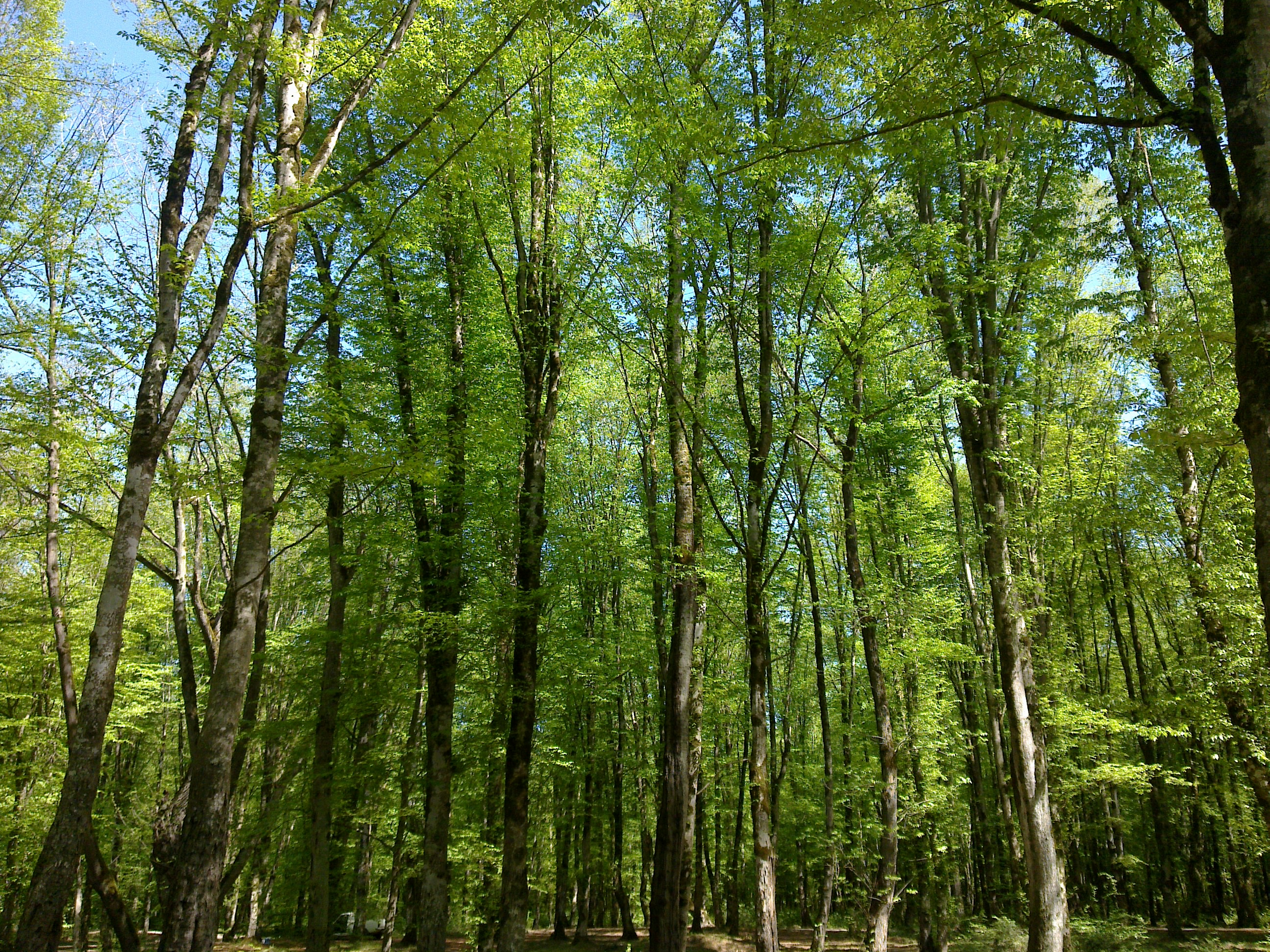
Прекрасная весна в Садовом лесу.

Бендер-э-Газ, в русскоязычной литературе также встречается название Бендер-Гез (перс. شهرستان بندر گز‎) — одна из 12 шахрестанов (областей) иранского остана Голестан. Административный центр — город Бендер-Гез. Всего в шахрестане расположено два города, наряду со столицей в состав области входит город Ноу-Канде.
В состав шахрестана входят два района (бахша):
- Меркези (центральный) (بخش مرکزی)
- Ноу-Канде (بخش نوکنده)

Они в свою очередь состоят из четырёх сельских округов, дехестанов (перс. دهستان‎): Энзан-е Шарки(перс. انزان شرقي‎), Энзане-е Карби (перс. اانزان غربي‎), Банафше Тие (перс. بنفشه تپه‎), Ливан (перс. ليوان‎).
Население области по данным переписи на 2006 год составляло 46,179 человек, 12,059 семей.

## Населённые пункты[2]
| Русское название        | Оригинальное название (фарси) | Население, чел. (2006) |
| ----------------------- | ----------------------------- | ---------------------- |
| Бендер-Гез (город)      | بندر گز                       | 17 923                 |
| Ноу-Канде (город)       | نوکنده                        | 7 601                  |
| Ливан-е Шарки (деревня) | ليوان شرقي                    | 2 410                  |
| Газ-е Карби (деревня)   | گزغربي                        | 2 317                  |
| Ливан-е Карби (деревня) | ليوان غربي                    | 1 496                  |